# سد فم لكليته
سد فم لكليته هو سد قوسي [الإنجليزية] على نهر كوركول بالقرب من فم لكليته في ولاية كوركول في موريتانيا، بدأ العمل به في عام 1982، انتهى من بنائه وتشغيله في عام 1988، وان الهدف الأساسي منه هو توفير المياه لري ما يصل إلى 4,000 هكتار (9,900 أكر) من المحاصيل مثل الأرز والدخن والذرة والسورغم.

## وصف السد
ارتفاع السد 37 م وطوله 110 م، في وقت الإنشاء، تراوحت مساحة الخزان من 10000 هكتار في موسم الأمطار إلى 5000 هكتار في موسم الجفاف، وتراوح الحجم بين 500 مليون متر مكعب و250 مليون متر مكعب، سمحت الاختلافات في مستوى المياه بتطوير المحاصيل في المنطقة، والتي يمكن أن تتراوح من 1000 إلى 4000 هكتار.

## الأمطار
بلغ متوسط هطول الأمطار في فم لكليته بين عامي 2000 و2009 إلى حوالي 290 ملم، وتركز في شهور يوليو ويوليو وأغسطس، وهو أعلى قليلاً من المعدل المقدر بـ 255.6 ملم بين عامي 1964 و1994، وتصل درجات الحرارة القصوى في تلك الأشهر إلى 40 درجة مئوية.

## المشاكل
كشف تقييم لاستقرار السد، أجري في عام 2004، عن وجود 19 مشكلة تتعلق بالاستقرار والسلامة، وهذ يعود سببه إلى الصيانة المؤجلة، وكان هيكل السد الرئيسي في حالة مستقرة عند إجراء الكشف.